# 广州国际港
广州国际港（广州铁路集装箱中心站、广州大田铁路物流基地）是中国广东省广州市的铁路货运物流基地，位于白云区江高镇大田村，为广东首个、华南地区最大的集装箱中心站。基地内的铁路货运站通过大田铁路与广珠铁路大田站接轨。

## 历史
2000年代初期，当局便规划在军田站附近建设全国最大的火车集装箱站。2003年3月，国家计委下发《国家计委关于铁路集装箱结点站总体规划方案的批复》，同意在包括广州在内建设18个铁路结点站的总体布局规划。此后，项目选址改为大田，并在2017年，可行性报告获铁总批复。
2017年12月15日，项目举行开工仪式，并于2018年8月正式开工。2021年8月8日，项目完成征地；同年12月13日，项目接触网成功送电。
2021年12月31日，广州国际港一期项目开通运营，同日开出首趟往波兰的中歐班列。2022年8月4日，广州国际港中欧班列站点正式启用。

## 结构
广州国际港项目由南北两区组成，北区设有集装箱作业区和特种货物作业区，南区设有综合货场、到发场和冷链作业区。目前仅北区部分区域，以及南区的中心站到发场作为项目一期启用。

## 线路
截至2023年8月，广州国际港共常态化开行“6出5进”11条中欧班列线路。广州国际港亦开行中老班列和中吉乌公铁联运等班列。